# Open de Thaïlande de tennis de table
L'Open de Thaïlande ITTF est une étape du Pro-tour de tennis de table. Cette compétition est organisée par la fédération internationale de tennis de table.
Le World Tour est arrêté fin 2020 et est remplacé par les épreuves de la WTT marquant la fin des "tournois open" de l'ITTF.

## Palmarès

### Open ITTF World Tour
| année        | simple messieurs | double messieurs           | simple dames | double dames                         | U21 messieurs | U21 dames    |
| ------------ | ---------------- | -------------------------- | ------------ | ------------------------------------ | ------------- | ------------ |
| 2017         | Ueda Jin         | Ueda Jin/Kenji Matsudaira  | Hitomi Sato  | Hitomi Sato/Honoka Hashimoto         | Yuma Tsuboi   | Shibata Saki |
| 2018         | Xu Ruifeng       | Tobias Hippler Kilian Ort  | Liu Shiwen   | Orawan Paranang Suthasini Sawettabut | Yuta Tanaka   | Saki Shibata |
| 2019 Bangkok | Ruwen Filus      | Ruwen Filus Steffen Mengel | Hitomi Satō  | Satsuki Ōdō Saki Shibata             | Li Hsin-yu    | Yuka Umemura |

### Série WTT
| Année & Lieu | Tournoi                         | Simple messieurs  | Double messieurs                  | Simple dames  | Double dames                 | Double mixte                  |
| ------------ | ------------------------------- | ----------------- | --------------------------------- | ------------- | ---------------------------- | ----------------------------- |
| 2023 Bangkok | WTT Star Contender Bangkok (de) | Lin Gaoyuan       | Lin Gaoyuan Lin Shidong           | Chen Xingtong | Chen Xingtong Kuai Man       | Lin Gaoyuan Chen Xingtong     |
| 2024 Bangkok | WTT Star Contender Bangkok (de) | Tomokazu Harimoto | Sora Matsushima Tomokazu Harimoto | Mima Itō      | Honoka Hashimoto Hitomi Satō | Tomokazu Harimoto Hina Hayata |